# Niels Lergaard
Niels Lergaard (født 10. februar 1893 i Vorup, død 25. juli 1982 i København) var en dansk maler.
Lergaard blev udlært på Det Kongelige Danske Kunstakademi i perioden 1917-1920. Herefter flyttede han til Norge, hvor han boede frem til 1928 for så at vende tilbage til Danmark. Oluf Høst fik ham til Bornholm. Lergaard var sammen med Jens Søndergaard en af de de såkaldte "mørkemalere", der malede med pastos. I slutningen af 1930'erne blev hans mere abstrakte. Blandt hans yndede motiver bakken Bokul og Gudhjem Kirke.
I 1931 blev han medlem af Grønningen. I 1937 modtog han Eckersberg Medaillen. Fra 1959 til 1964 var Lergaard professor ved Kunstakademiet. I 1965 modtog han Thorvaldsen Medaillen. Fem år senere, i 1970, meldte han sig ud af Grønningen, for at blive medlem af Corner.